# Tour du Haut Var
Tour du Haut Var je třídenní etapový závod, který se koná v departmentu Var na jihu Francie. Z původně jednodenního závodu se v roce 2009 stal dvoudenní závod a od ročníku 2019 se jedou 3 etapy. Nizozemec Joop Zoetemelk a Francouz Arthur Vichot drží rekord se třemi vítězstvími. Závod je součástí UCI Europe Tour.
Tour du Haut Var je jedním z několika etapových závodu konaných v kopcovatém regionu Provence-Alpes-Côte d'Azur během února, společně s Étoile de Bessèges, La Médierranéenne a Tour de La Provence.  Na tyto závody se většinou dostavují francouzské týmy, pro něž je to příprava na první evropský WorldTourový závod Paříž–Nice v březnu.

## Vítězové
| Rok  | Země               | Jezdec                 | Tým                        |
| ---- | ------------------ | ---------------------- | -------------------------- |
| 1969 | Francie            | Raymond Poulidor       | Mercier–BP–Hutchinson      |
| 1970 | Francie            | René Grelin            | Frimatic–De Gribaldy       |
| 1971 | Francie            | Désiré Letort          | Bic                        |
| 1972 | Belgie             | Frans Verbeeck         | Watneys–Avia               |
| 1973 | Nizozemsko         | Joop Zoetemelk         | Gitane–Frigécrème          |
| 1974 | Nizozemsko         | Gerben Karstens        | Bic                        |
| 1975 | Francie            | Raymond Delisle        | Peugeot–BP–Michelin        |
| 1976 | Belgie             | Frans Verbeeck         | IJsboerke–Colnago          |
| 1977 | Francie            | Bernard Thévenet       | Peugeot–Esso–Michelin      |
| 1978 | Belgie             | Freddy Maertens        | Flandria–Velda–Lano        |
| 1979 | Nizozemsko         | Joop Zoetemelk         | Miko–Mercier               |
| 1980 | Francie            | Pascal Simon           | Peugeot–Esso–Michelin      |
| 1981 | Francie            | Jacques Bossis         | Peugeot–Esso–Michelin      |
| 1982 | Irsko              | Sean Kelly             | Sem–France Loire           |
| 1983 | Nizozemsko         | Joop Zoetemelk         | Coop–Mercier               |
| 1984 | Francie            | Éric Caritoux          | Skil–Reydel                |
| 1985 | Francie            | Charly Mottet          | Renault–Elf                |
| 1986 | Francie            | Pascal Simon           | Peugeot–Shell–Velo Talbot  |
| 1987 | Západní Německo    | Rolf Gölz              | Superconfex Yoko           |
| 1988 | Belgie             | Luc Roosen             | Roland                     |
| 1989 | Francie            | Gerard Rué             | Super U–Raleigh–Fiat       |
| 1990 | Francie            | Luc Leblanc            | Castorama                  |
| 1991 | Francie            | Éric Caritoux          | RMO                        |
| 1992 | Francie            | Gerard Rué             | Castorama                  |
| 1993 | Francie            | Thierry Claveyrolat    | GAN                        |
| 1994 | Francie            | Laurent Brochard       | Castorama                  |
| 1995 | Itálie             | Marco Lietti           | MG Maglificio–Technogym    |
| 1996 | Švýcarsko          | Bruno Boscardin        | Festina–Lotus              |
| 1997 | Itálie             | Rodolfo Massi          | Casino                     |
| 1998 | Francie            | Laurent Jalabert       | ONCE                       |
| 1999 | Itálie             | Davide Rebellin        | Polti                      |
| 2000 | Itálie             | Daniele Nardello       | Mapei–Quick-Step           |
| 2001 | Itálie             | Daniele Nardello       | Mapei–Quick-Step           |
| 2002 | Francie            | Laurent Jalabert       | CSC–Tiscali                |
| 2003 | Francie            | Sylvain Chavanel       | Brioches La Boulangère     |
| 2004 | Nizozemsko         | Marc Lotz              | Rabobank                   |
| 2005 | Belgie             | Philippe Gilbert       | Française des Jeux         |
| 2006 | Itálie             | Leonardo Bertagnolli   | Cofidis                    |
| 2007 | Itálie             | Filippo Pozzato        | Liquigas                   |
| 2008 | Itálie             | Davide Rebellin        | Gerolsteiner               |
| 2009 | Francie            | Thomas Voeckler        | Bbox Bouygues Telecom      |
| 2010 | Francie            | Christophe Le Mével    | Française des Jeux         |
| 2011 | Francie            | Thomas Voeckler        | Team Europcar              |
| 2012 | Spojené království | Jonathan Tiernan–Locke | Endura Racing              |
| 2013 | Francie            | Arthur Vichot          | FDJ                        |
| 2014 | Kolumbie           | Carlos Betancur        | Ag2r–La Mondiale           |
| 2015 | Lucembursko        | Ben Gastauer           | AG2R–La Mondiale           |
| 2016 | Francie            | Arthur Vichot          | FDJ                        |
| 2017 | Francie            | Arthur Vichot          | FDJ                        |
| 2018 | Francie            | Jonathan Hivert        | Direct Énergie             |
| 2019 | Francie            | Thibaut Pinot          | Groupama–FDJ               |
| 2020 | Kolumbie           | Nairo Quintana         | Arkéa–Samsic               |
| 2021 | Itálie             | Gianluca Brambilla     | Trek–Segafredo             |
| 2022 | Kolumbie           | Nairo Quintana         | Arkéa–Samsic               |
| 2023 | Francie            | Kévin Vauquelin        | Arkéa–Samsic               |
| 2024 | Francie            | Benoît Cosnefroy       | Decathlon–AG2R La Mondiale |